# Gênero na sociedade buginesa

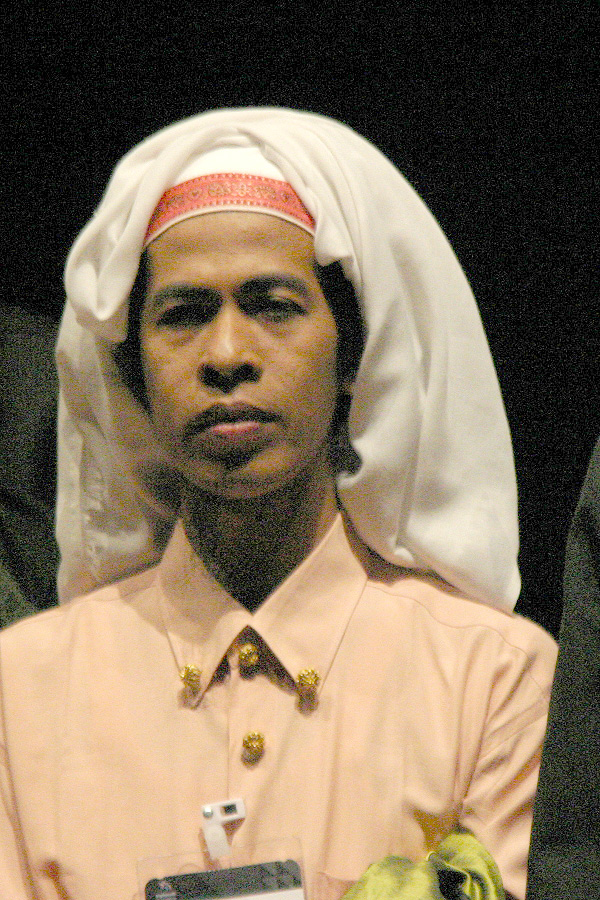
Na sociedade Bugis, bissu andróginos são padres, xamãs, feiticeiros ou médiuns.

O povo buginês é o mais numeroso dos três principais grupos étnicos de Celebes Meridional, na Indonésia com cerca de 3 milhões de pessoas. A maioria dos bugineses é muçulmana, mas muitos rituais pré-islâmicos continuam sendo respeitados em sua cultura, incluindo a visão de que gênero e sexualidade existem em um espectro. A maioria dos bugis se converteu do animismo ao islamismo no início dos anos 1700; uma pequena quantidade de bugis se converteu ao cristianismo, mas a influência do islã ainda é muito proeminente em sua sociedade.
Em contraste com o binário de gênero, a sociedade buginesa reconhece cinco gêneros: makkunrai, oroané, bissu, calabai e calalai. O conceito de cinco gêneros tem sido uma parte essencial de sua cultura há pelo menos seis séculos, de acordo com a professora associada de ciências sociais Sharyn Graham Davies, da Universidade de Tecnologia de Auckland, na Nova Zelândia, citando tradições similares na Tailândia, Malásia, Índia e Bangladesh.
Oroané são comparáveis aos homens cis, makkunrai para mulheres cis, calalai para homens trans, e calabai para mulheres trans, enquanto bissus são andróginos, altersexos ou intersexos e reverenciados xamãs ou comunidade sacerdotal.
Na vida social cotidiana, o bissu, a calabai e a calalai podem entrar nas moradas e nas aldeias de homens e mulheres.

## Bissu
O bissu pertence a um dos cinco gêneros dos Bugis. Existem teorias divergentes sobre as origens definitivas e o significado de "gênero transcendente", como são comumente chamados.
Para alguém ser considerado bissu, todos os aspectos de gênero devem ser combinados para formar um todo. Acredita-se que você nasceu com a propensão a se tornar um bissu, revelado em um bebê cuja genitália é ambígua. Esses órgãos genitais ambíguos não precisam ser visíveis; acredita-se que um macho normativo que se torna um bissu seja feminino por dentro. Essa combinação de sexos permite emergir uma identidade de 'meta-gênero'. No entanto, somente a genitália ambígua não confere o estado de ser um bissu. A pessoa também deve aprender o idioma, canções e encantamentos e ter um presente para conceder bênçãos para se tornar bissu. Eles devem permanecer celibatários e usar roupas conservadoras.
Na cultura Bugis pré-islâmica, o bissu era visto como intermediário entre o povo e os deuses, segundo o antropólogo indonésio Professor Halilintar Lathief. Até a década de 1940, os bissus ainda eram centrais para manter vivos os rituais antigos do palácio, incluindo coroações de reis e rainhas.

### Perseguição
A sociedade Bugis tem uma crença cultural de que todos os cinco gêneros devem coexistir harmoniosamente; mas em 2019 o número de bissus havia diminuído drasticamente, após anos de crescente perseguição e a tradição de reverenciar o bissu como padres comunitários tradicionais. Os Bissu sobreviveram principalmente participando de casamentos como damas de honra e trabalhando como fazendeiros, além de desempenharem seus papéis culturais como padres. Grupos islâmicos radicais, policiais e políticos participaram do crescente assédio e discriminação da comunidade LGBTI na Indonésia. Após a independência em 1949, os antigos reinos de Bugis foram incorporados à nova república e os papéis de bissus foram ficando cada vez mais marginalizados. Uma rebelião islâmica regional em Sulawesi do Sul levou a novas perseguições. À medida que a atmosfera se tornava cada vez mais homofóbica, menos pessoas estavam dispostas a assumir o papel de bissu.

## Calabai
De acordo com o sistema de gênero Bugis, os calabai geralmente são designados como homens no nascimento, mas assumem o papel de mulheres heterossexuais. Suas modas e expressão de gênero são distintamente femininas, mas não coincidem com as das mulheres cisgênero "típicas".
Os Calabais abraçam sua feminilidade e vivem como mulheres, mas não se consideram mulheres, nem desejam ser mulheres ou se sentir presos no corpo de um homem, e são respeitados pela sociedade. Eles são apoiados pela família, e os homens os aceitam como machos, vivendo em personificação feminina.

## Calalai
Os calalais são designados como mulheres no nascimento, mas assumem o papel de homens heterossexuais. Eles se vestem e se apresentam como homens, ocupam empregos masculinos e geralmente vivem com parceiras para adotar filhos.  